# Tangnan, Anhui
Tangnan (kinesiska: 塘南) är en köping i östra Kina. Den ligger i Dangtu härad i staden Ma'anshan i provinsen Anhui omkring 140 kilometer öster om provinshuvudstaden Hefei. Antalet invånare är 26 793. Befolkningen består av 13 054 kvinnor och 13 739 män. Barn under 15 år utgör 15,0 %, vuxna 15-64 år 71 %, och äldre över 65 år 13,0 %.